# Tributum

Le tributum est, sous la République romaine, une contribution pour financer l'armée payée par les citoyens selon leur fortune foncière. À l'époque impériale, au contraire, ce sont les hommes libres non citoyens qui sont redevables de cet impôt direct.

## Historique
Selon la tradition, le tributum est instauré lors du long siège contre Véies (406 à 396 av. J.-C.) en même temps que la création d'une prime (stipendium) pour les soldats, financée par ce tributum. De la sorte, les citoyens mobilisables qui ne sont pas enrôlés et ne prennent pas part au siège contribuent néanmoins à l'effort de guerre,.
Le tributum n’est pas un impôt régulier mais est une contribution exceptionnelle aux dépenses exceptionnelles, induites par l’état de guerre. Son montant total est déterminé par le consul et le Sénat en même temps que les prévisions de dépenses de guerre. Cette contribution peut être restituée aux citoyens avec les bénéfices obtenus par une guerre victorieuse, comme en 187 av. J.-C. quand le butin fait par Cnaeus Manlius Vulso sur les Galates permet le remboursement partiel du tributum des années précédentes,. Sa perception est suspendue à partir de 167 av. J.-C. grâce à l’énorme butin fait par Paul Émile sur Persée de Macédoine, puis avec l’exploitation des mines de Macédoine et à l'apport financier des provinces, sans être supprimé dans son principe, puisqu'il est temporairement rétabli en 43 av. J.-C. lors des guerres civiles.
Sous l'Empire, les hommes libres qui ne sont pas citoyens romains doivent payer le tributum, qui est alors un impôt direct. Les citoyens ne paient pas le tributum.

## Perception
Tous les citoyens mobilisables sont taxés, ce qui exempte les citoyens les plus pauvres et les prolétaires. Les veuves et les orphelins qui disposent d'un patrimoine taxable ne paient pas le tributum, mais financent l'achat et l'entretien des chevaux de guerre (aes equestre et aes hordearium).
Le taux du tributum est considéré par les historiens comme fixe et calé à 1/1000 du patrimoine foncier possédé par le citoyen et déterminé par le cens, taux qui selon Claude Nicolet est peu probable : le montant total à percevoir étant fixé à l’avance, et le nombre de contribuables pouvait diminuer considérablement lorsqu’une guerre importante mobilisait un grand nombre de citoyens, exemptés de tributum durant leur service. Le taux d’imposition devait donc être modulé en conséquence.
Le tributum était collecté par des tribuni aerarii, qui faisait l’avance des sommes au Trésor public et les recouvraient ensuite sur les contribuables.